# Anaspis nairobiana
Anaspis nairobiana es una especie de coleóptero de la familia Scraptiidae.

## Distribución geográfica
Habita en Kenia.